# ガンパレード・オーケストラ (アニメ)
『ガンパレード・オーケストラ』は、2005年10月から2006年3月にかけて放送されたテレビアニメ作品。

## 概要
2005年から2006年にかけて発売されたPlayStation 2用ゲーム作品『ガンパレード・オーケストラ』シリーズの世界観を元にしている。前作のアニメ『ガンパレード・マーチ 〜新たなる行軍歌〜』の続編。
テレビ朝日、青森朝日放送、メ〜テレ、朝日放送、北海道テレビ放送、九州朝日放送、長崎文化放送、キッズステーションにて放送されていた（一部遅れネットの局あり）。
前作『ガンパレード・マーチ 〜新たなる行軍歌〜』は、原作ゲームの発売後にアニメ化されたものであるが、大幅な設定の変更やキャラクター削減などゲームとは異なった内容であった。本作はアニメ版を先行放送し、ベースとなるゲームとの違和感を解消する戦略をとっている。しかしそれでも全てのキャラクターを出し切る事はできなかった。また、ゲームとアニメで性格が違うキャラクターがいたり、アニメ版では九州が陥落しているがゲームでは無事に守られているなどの設定の相違もある。
ゲームと同じく、アニメ版もそれぞれに異なる地域と物語を描く3部構成のオムニバス形式となっており、1話から9話までが白の章、10話から17話までが緑の章、18話から24話までが青の章となっている。

## 白の章（青森第108警護師団第4中隊）
青森県と北海道を結ぶツインブリッジを守護する部隊。パイロットは一人乗りの栄光号、二人乗りの光輝号と呼ばれる人型戦車に乗り戦う。
新たな中隊長として中隊に派遣されたエリート士官と、バラバラな中隊員たちが戦いと青春の日々を通じて徐々に結束していく姿を描く。

### 登場人物
石田 咲良（いしだ さら）
声 - 豊口めぐみ
白の章の主人公。青森第108警護師団第4中隊に中隊長として配属された。15歳の若さで優秀な成績で士官学校を卒業して来たが、同隊の個性がバラバラなメンバーに戸惑う。
横山 亜美（よこやま あみ）
声 - 浅野真澄
16歳の第4中隊第1小隊長で、栄光号パイロット。趣味は少年漫画。「ぶっとばします」が口癖。咲良に忠実なゆえ咲良に反感を持つ乃恵留・愛梨沙とたびたび口論になる。
小島 航（こじま こう）
声 - 野島裕史
17歳の栄光号パイロットで、小島空の弟。大金持ちだった家が破産し、更に女顔だった事をからかわれて、短気で無口な性格となってしまっている。趣味は絵を描くこと。
村田 彩華（むらた さいか）
声 - 玉川紗己子
21歳の第4中隊副官だが、年長扱いされるのを嫌い、乃恵留達には「彩華」と呼び捨てで呼ばせている。戦場では厳しいが、咲良の良きアドバイザーとなる。戦死した前中隊長に憧れていた。
菅原 乃恵留（すがわら のえる）
声 - 千葉紗子
15歳の光輝号（後に、光焔号）パイロット。彩華を尊敬している。咲良が中隊長になった事を快く思っていないが、日々を重ねていくうちに彼女を信頼するようになっていく。
渡部 愛梨沙（わたなべ ありさ）
声 - 成田紗矢香
13歳で、乃恵留と同じ光輝号（後に、光焔号）パイロット。尚也に憧れているが、彼が真央に惚れているのを不満に思っている。また、乃恵留同様、咲良を嫌っているが、巨大幻獣戦を機に信頼するようになった。
佐藤 尚也（さとう なおや）
声 - 河杉貴志
憧れの真央を守るため、13歳で栄光号パイロットとなる。年齢の割りに沈着冷静。
上田 虎雄（うえだ とらお）
声 - 川田紳司
16歳。光輝号（第10話では火力支援車）のパイロット。勇ましい名前とは裏腹にかなり気が弱く、戦うのが大嫌いという。
谷口 竜馬（たにぐち りょうま）
声 - 稲田徹
17歳の光輝号（第10話では火力支援車）パイロット。中隊の中では最も戦士らしく、マッチョであるが、天然ボケの一面もある。
野口 直也（のぐち みちや）
声 - 諏訪部順一
18歳の整備班長。かなりのメカフェチで、メカを大切に扱うよう口うるさく言う。光輝号や栄光号に女性の名前を付けている。石田達が本部から無断で持ち帰ってきた光焔号のバランサーを再調整し、戦力として使えるようにした。改良型の光焔号は緑の章にも登場する。
岩崎 仲俊（いわさき なかとし）
声 - 神谷浩史
16歳の整備班員。女たらしなところがあるが、世話になっている葉月に対しては、母親のようなものとしか思っていない。アニメでは咲良に惚れている。
山口 葉月（やまぐち はづき）
声 - 奥島和美
16歳の整備班員。幼い弟妹の母親代わりをしている。大柄な体格の割りに足が速い。
工藤 百華（くどう ももか）
声 - 浅川悠
16歳の整備班員。優しいだけの伯父のために、魔性の女となる（ただし、アニメでは伯父は登場せず）。乃恵留や愛梨沙と行動を共にするが、二人のように咲良に反抗的というわけではない。
竹内 優斗（たけうち ゆうと）
声 - 福山潤
18歳の指揮車運転手。中隊では一番平凡な人物。
鈴木 真央（すずき まほ）
声 - 仙台エリ
15歳の通信士。気は弱いが芯のしっかりした美少女。尚也とは相思相愛。
吉田 遥（よしだ はるか）
声 - おみむらまゆこ
14歳の通信士。いつも携帯型ゲームをしている眼鏡っ娘。乃恵留や愛梨沙と行動を共にするが、ゲームの事しか頭にない。
小島 空（こじま そら）
声 - 太田真一郎
24歳。三つ編みの髪型のせいか女性に見えるが、航の兄で、青森第108警護師団第4中隊の担任教師である。
ハードボイルドペンギン
声 - 若本規夫
中折れ帽にトレンチコートを着用した、バーボンと葉巻とスバル360を愛する謎のペンギン。横浜の探偵とされる。ストーリーにはほとんど絡まない。
ユミ
声 - 高田由美
高校の近くにある喫茶店の女主人。優斗にとっては憧れの人だが、彼氏がいる。なお、ゲーム中には登場しない。

## 緑の章（第105師団第7芝村中隊）
九州を制圧し本州へ進撃を続ける幻獣。その最前線である広島県で幻獣の進行を食い止める部隊。雷電と呼ばれる生物兵器として訓練された動物兵に跨り戦う。
隊員たちの、日々厳しくなる戦いにつぐ戦いの日々が描かれる。ゲーム版では人型戦車も運用できるが、アニメでは雷電のみが用いられている。

### 登場人物
源 健司（げん けんじ）
声 - 風間勇刀
緑の章の主人公。17歳。好戦的かつ粗暴な不良で、正義という理念を馬鹿にしているが、彼自身本質的に正義感が強い。物事を一人で解決する主義で、他人の力を欲しない。男子では唯一の庶民出である。相棒の雷電は、グリンガム。
金城 美姫（きんじょう みき）
声 - 恒松あゆみ
16歳。美人な外見とは裏腹に、キツめな性格でかなりの女傑。源とは奇妙なコンビ関係である。頭の切れる家事技能保有者。相棒の雷電は、クィーン。
芝村 英吏（しばむら えいり）
声 - 山崎たくみ
15歳の第105師団第7中隊隊長。指揮官としての腕の高さは驚異的だが、人間的感情は皆無に等しく、目的達成のためなら部下の犠牲もいとわぬ冷血漢で、味方からも恐れられている。しかし、自分の部隊が侮辱される事は許さない。『高機動幻想ガンパレード・マーチ』の芝村勝吏に容姿が似ているが、関係は不明。
竜造寺 紫苑（りゅうぞうじ しおん）
声 - 小西克幸
17歳。政府高官の息子でエリート。潔癖症な所のある性格だが、正反対のタイプの源とは仲が良い。会議で留守がちな芝村に代わり、戦闘班の中ではリーダー的存在。相棒の雷電は、ジジ。
結城 火焔（ゆうき かえん）
声 - 渡辺明乃
15歳。容姿は良いものを持っているが、一人称が「俺」と、男勝りな性格。その上、無謀かつ壮絶な馬鹿で、命令違反も頻繁に行っている。性格とは裏腹に美術品愛好家で、戦闘時も大型の青龍刀を武器にして戦う。相棒の雷電は、コガ。
深澤 正俊（ふかざわ まさとし）
声 - 下和田裕貴
15歳のオタク少年。武器の整備等はもっぱら彼の役目であり、源に勝手に舎弟扱いされているが、本人はそれを楽しんでいる模様である。尊敬していた15中隊の森田が食料泥棒をしていたり、一目惚れした理名が悲しい最期を遂げるなど、かなり不幸。
斉藤 奈津子（さいとう なつこ）
声 - 神田理江
17歳。失敗ばかりしているが、憎めない存在である。しかし隊長の芝村にとっては頭痛の種である事に変わりない。洗濯係だが、よくアクシデントに遭い、いつもやり直しを余儀なくされる。担当は随伴歩兵で、16話では美姫と共にクィーンに乗って出撃する。
荒木 雪子（あらき ゆきこ）
声 - 木村亜希子
16歳。担当は不明だが、一度も出撃しなかった事から整備士と思われる。気立てがやさしい。頼まれたら嫌と言えない娘。名前に雪子とついているが、実際には一度も雪を見たことがない。料理が得意。
紅・エステル・ヴァラ（ホアン・エステル・ヴァラ）
16歳。美人だが、心を閉ざし、しゃべらない少女。源以上に群れる事を嫌う。戦災孤児であり、死を恐れず突撃し、誰よりも勇猛果敢に戦うが、どこか死に急いでいるようにも見える。相棒の雷電はバルト。
柱 空歌（はしら くうか）
声 - 藤堂まり
16歳。動物好きで心優しいお嬢様だが、箱入り育ちのためか世間知らずで、寂しい人を放っておけないお人よしな一面もある。源に片思いをしている。任務は芝村中隊長の秘書（オペレーター）と思われる。
牧原 倖（まきはら ゆき）
声 - 岸尾大輔
15歳。読書が趣味という落ち着いた性格だが、戦闘時には長距離狙撃銃を用いて戦う戦闘班を務める。兄妹共通の相棒の雷電は、ブラック。
牧原 輝春（まきはら ひかる）
倖の双子の妹。顔は兄そっくりだが、髪の色は違う。クールな性格で、自称、女と恋愛がキライ。また、男とも一線を越えて付き合うことはないが、実はブラコン。
國分 正昭（こくぶ まさあき）
第7中隊の整備士で、17話で深澤と共に出撃した。アニメの公式サイトには紹介されていない。
加藤 ミチル（かとう ミチル）
声 - 雪野五月
戦場記者。雷電が苦手だが、クィーンにはよく懐かれる。ガンパレード・マーチの加藤祭の姉。妹と違って関西弁は喋らない。ゲームには登場しない。
風間 東二（かざま とうじ）
声 - 渡部猛
白髪頭なので源からジジイ呼ばわりされているが、まだ51歳。軍曹で、中隊の中で特に源を気に入っている。過去に雷電とパートナーを組んでいたが、戦いの中で失っている。以来、新たな相棒を組んではいない。中隊の滞在先で子供達に剣道を教えている。
神海 那美（こうみ なみ）
声 - 中原麻衣
村上病院に勤務する17歳の眼鏡っ娘の看護師。一見堅物だが、非常時には患者優先となる。真面目に怪我の治療を受けない源に手を焼く。ゲーム版では看護師ではなく中隊の隊員となっている。
伯爵
声 - 山口由里子
第105師団伯爵夫人（夫人と付けられているが、彼女自身が同師団の伯爵）。15中隊の食料横領事件を知り失神する。ゲームと違い、本名は明らかにされていない。
長岡 良太（ながおか りょうた）
声 - 伊藤静
風間から剣道を教わっている少年。エステルとバルトになついている。村上病院の医師である父親（声 - 古澤徹）がいる。
黒野（くろの）
声 - 関口英司
第15中隊隊員。栄光号パイロットで、彼の乗る機体だけは緑色をしている。仲間が村上病院から食料を横領した事を知らず、注文をつけた源とケンカになる。その後は良き戦友となる。
槍元（やりもと）
声 - 渋谷茂
第15中隊隊長。食料横領事件の責任を取り厳重注意となる。
諸川（もろかわ）
声 - 天田真人
第15中隊隊員。栄光号パイロットで、彼の乗る機体は紫色をしている。食料横領事件の実行犯。それを知った源に拳をくらい、一方的に暴力をふられたという嘘を黒野に伝えている。釈放後に任務に復帰するが、16話で戦死。
森田（もりた）
声 - 不明
第15中隊隊員。栄光号パイロット。食料横領事件の実行犯。釈放後に任務に復帰するが、17話で芝村の考案した爆破作戦に巻き込まれ爆死。
本部長
声 - 上別府仁資
第105師団本部長。光輝号や栄光号で優秀な戦力を誇る第15中隊を褒めていたが、食料横領事件が発覚すると激怒し、彼等に罰を与えた。
榊 理名（さかき りな）
声 - 川澄綾子
村上病院に入院している少女。不治の病で外に出られず、気の毒に思った深澤に連れられて海を見に行くが、そのまま息を引き取る。
エステルの父
声 - 成田剣
エステルに野いちごを食べさせようとした時、空襲に遭い母親と共に死亡。それ以来、彼女は野いちごを食べられなくなった。
司令官
声 - 佐藤正治
第105師団司令官。撤退ばかりの戦績でいらだつ伯爵のご機嫌をとるため、芝村の爆破作戦を容認する。

## 青の章（第8警護師団）
小笠原諸島の父島が舞台。人型戦車2体（ただし一体は亡きみずほの母が幻獣に攻撃されて破損中）と潜水艇を持つものの、10年以上幻獣は出現していない。それでも訓練は怠らない。
戦時下の空気を残しながらも、ファンタジックな要素を含む青春物語が描かれる。幻獣は出現せず、直接の戦闘シーンは存在していない。

### 登場人物
石塚 弘（いしづか ひろし）
声 - 間島淳司
青の章の主人公。16歳の委員長。彼が所属した部隊は全滅するというジンクスがある。現在は、仙人同然の暮らしをしており、暇な時には、もっぱら丈晴と将棋をしているか、カヌーを作製している。現在の所属地を気に入っており、英太郎がいくら説得しても移動する気はさらさら無いようである。無線待機を理由に授業に出席しない。かつては最前線で指揮を執り、「大晦日熊本殲滅作戦」で活躍したが、多くの部下を失い、そのことに引け目を感じ、これ以上部下を失いたくない考えからこの所属地に留まっていた。
永野 英太郎（ながの えいたろう）
声 - 新垣樽助
生粋の軍人。17歳。石塚の昔からの部下で、石塚を説得するべく小笠原に訪れた。ひたすら硬派で真面目一筋な性格だが、それが災いして間抜けな空回りをする事も多い。まだ10代の若さであるものの、階級は万翼長とエリートの将官。慣れない環境に戸惑っている。石塚には羨望を感じているのと同時に、「大晦日熊本殲滅作戦」での功績を全て自分に譲り負い目からくる嫌悪感があり、心境は複雑。
蔵野 みずほ（くらの みずほ）
声 - 山川琴美
15歳の光輝号パイロット。10年前に両親を失ったせいか、群れる事を嫌う。亡き父親が天文学者だった為、廃墟となった天文台でリスのシマシマと共に星空を見るのが唯一の趣味。潜水艇の操縦ができる。幼い頃はいじめられっ子で、里美に良く助けてもらっていた。
シマシマ
みずほが唯一心を開くリス。背中に縞模様があるから「シマシマ」と名づけられた。また、第8警護師団のマスコットキャラクターでもあるようだ。普段はクルミ等をかじっているが、小さきながらも、嫌がるみずほに近寄ろうとする奴には、毛を逆立てて威嚇する。
佐久間 誠司（さくま せいじ）
声 - 鳥海浩輔
17歳の栄光号パイロット。軽い性格でサボり魔。アズサとは幼馴染みであるが、友達としてしか見ておらず、神秘的な雰囲気を持つみずほに惚れる。しかしあっさり振られ、更に里美達から「アズサの気持ちを考えろ」と非難され、アズサとの距離を縮める。かと思えば、父島に愛梨沙と共に遊びに来た乃恵留に一目惚れする。
古関 里美（こぜき さとみ）
声 - 氷上恭子
17歳のオペレーター。身長が186cmもありながら、少女趣味的な服装をしている。その反面、腕っ節はめっぽう強く、江戸っ子気質と見た目と中身のギャップが大きく違う。夢は世界中をリボンだらけにすることだとか。更にとんでもない妄想壁の持ち主で、一度妄想が始まると周りが一切見えなくなると始末が悪い。石塚の事を男性として意識しているようである。
田島 順一（たじま じゅんいち）
声 - 加瀬康之
17歳（担当は不明）。イケメンでも恋愛に興味はなかったが、最近は由加里と距離を縮めつつある。土佐弁を話す。
武田 裕和（たけだ ひろかず）
声 - 内藤玲
16歳（担当は不明）。たった一人の野球部員で、大の野球好き。料理が得意だが、うますぎて女子から逆恨みを買ってしまう哀れな男。「○○っす」という口調で喋る。
松尾 健太郎（まつお けんたろう）
声 - 鈴木千尋
14歳（担当は不明）。生意気な性格。田島、武田と行動を共にする。石塚の事を疫病神呼ばわりしているが、うかつな行動によって結果的に潜水艇を沈めてしまったなど、実際は、自らの方が疫病神になってしまっている事に自覚していない。
田上 由加里（たのうえ ゆかり）
声 - 小島幸子
16歳の整備士。風紀委員の如く規則に厳しいが、整備や家事が苦手。妄想癖があるのか時々わけの分からないポエムを言うのが癖。幼い頃からの付き合いである田島の事を意識しており、里美の後押しによって、距離が少し縮まりつつある。
辻野 友美（つじの ともみ）
声 - 榎本温子
14歳のオペレーター。走る事が趣味。鶏は嫌いだが卵は好き。一人称は、「友ちゃん」。コンタクトレンズを着用している。
嶋 丈晴（しま たけはる）
声 - 山本泰輔
16歳の整備士。普段は石塚の将棋相手やカヌー作製の手伝いをするが、石塚と違い授業には出席する。
飛子室 アズサ（ひこむろ アズサ）
声 - 櫻井浩美
16歳の整備士。佐久間に好意を抱いているが、おとなし過ぎるため気付いてもらえなかったが、里美や友美の後押しのおかげで、何とか想いは届いた。アズサ自身は気付いていないが、里美達のコーディネイトの衣装を着た事によって田島達三人の心を掴んでいる。
大迫 太平（おおさこ たいへい）
声 - 山野井仁
30歳。体育会系だが、唯一の教師のため全ての教科を担当する。綾子に惚れている。体育会系である割にはノミの心臓で3年前に赴任してきた綾子への恋文を渡せずにいた。
都 綾子（みやこ あやこ）
声 - 久川綾
29歳の校医で島唯一の医者。佐久間や大迫を軽くあしらっていたが、大迫の熱意に負け付き合う。
千寿（せんじゅ）
声 - 〆野潤子
民宿の娘。父親（声 - 江川央生）は内地で行方不明となり、母親と二人暮らし。永野を食べ物で釣り、民宿へおびき寄せている。永野をおっさん呼ばわりしてからかうのが好き。ゲームには登場しない。
美鈴（みすず）
声 - 青山桐子
千寿の母親。民宿を一人で経営する。ゲームには登場しない。
船長
声 - 石森達幸
商店も経営していて、永野にいろいろ物を売り付ける。みずほの父から命の大切さを教わり、自暴自棄な発言をしたみずほを叱る。かつては父島と内地を結ぶフェリーの船長だったが、妻と娘を事故で亡くし、世界一周の旅に出る。その先でトレジャーハンターになる。ゲームには登場しない。

## スタッフ
- 原作 - SCEI
- 監督 - 篠原俊哉
- チーフディレクター - 佐藤豊
- シリーズ構成 - 福嶋幸典
- キャラクターデザイン・総作画監督 - たむらかずひこ
- メカデザイン原案 - 堀井敏之
- メカデザイン - 小川浩
- 美術 - 荒井和浩
- 色彩設定 - 志甫聡子
- 撮影 - 斉藤めぐみ
- 編集 - 関一彦
- 音楽 - 七瀬光、古川昌義
- 音響監督 - 高寺雄
- プロデューサー - 永野英太郎、大野聡、森本浩二、太田賢司
- アニメーションプロデューサー - 松本健、南喜長、小沢十光
- アニメーション制作 - ブレインズ・ベース
- 制作 - テレビ朝日
- 製作 - ガンパレード・オーケストラ製作委員会

## 主題歌
オープニングテーマ「Faze to love」
作詞 - 畑亜貴 / 作曲・編曲 - 斎藤真也 / 歌 - 橋本みゆき
エンディングテーマ「ふたりが忘れない」
作詞 - 畑亜貴 / 作曲・編曲 - 飯塚昌明 / 歌 - 美郷あき

## 各話リスト
サブタイトルは同名の映画から付けられている物が多い。
| 話数     | サブタイトル       | 脚本     | 絵コンテ          | 演出             | 作画監督          |
| 白の章   | 白の章             | 白の章   | 白の章            | 白の章           | 白の章            |
| -------- | ------------------ | -------- | ----------------- | ---------------- | ----------------- |
| 1        | 初陣               | 福嶋幸典 | 篠原俊哉          | 篠原俊哉 佐藤豊  | たむらかずひこ    |
| 2        | アウトブレイク     | 三浦浩児 | 横田和            | やまとなおみち   | 飯飼一幸          |
| 3        | 遠すぎた橋         | 大西信介 | うえだひでひと    | やまとなおみち   | 飯飼一幸 佐藤浩雅 |
| 4        | 特別な一日         | 福嶋幸典 | 鈴木幸雄          | 鈴木幸雄         | 田中薫            |
| 5        | アンダーグラウンド | 福嶋幸典 | 横田和            | やまとなおみち   | 飯飼一幸          |
| 6        | 黄金の七人         | 三浦浩児 | 成田歳法          | 松本マサユキ     | 佐野隆敏          |
| 7        | 春不遠             | 大西信介 | 鈴木幸雄          | 鈴木幸雄         | 田中薫            |
| 8        | 未完成交響楽       | 福嶋幸典 | 西森章            | 小坂春女         | 本橋秀之          |
| 9        | 戦火のかなた       | 福嶋幸典 | 西森章            | 松本マサユキ     | 佐野隆敏          |
| 緑の章   |                    |          |                   |                  |                   |
| 10       | 戦争の犬たち       | 福嶋幸典 | 成田歳法          | 佐藤豊 外内結子  | 前田実            |
| 11       | 真昼の決闘         | 福嶋幸典 | 鈴木幸雄          | 鈴木幸雄         | 田中薫            |
| 12       | 風立ちぬ           | 三浦浩児 | 奥脇雅晴          | ながはまのりひこ | たむらかずひこ    |
| 13       | 追跡者             | 大西信介 | 日巻裕二          | 日巻裕二         | 前田実            |
| 14       | 野いちご           | 大西信介 | 鈴木幸雄          | 鈴木幸雄         | 河玄鳥            |
| 15       | 理由なき反抗       | 三浦浩児 | 奥脇雅晴          | 金敃秀           | 加納みずほ        |
| 16       | 激突!              | 福嶋幸典 | 成田歳法          | 金敃秀           | 河玄鳥            |
| 17       | 西部戦線異状なし   | 福嶋幸典 | 日巻裕二          | 日巻裕二         | 前田実 佐野隆敏   |
| 青の章   |                    |          |                   |                  |                   |
| 18       | 夏への扉           | 米村正二 | 篠原俊哉          | 篠原俊哉         | 佐野隆敏          |
| 19       | 恋する惑星         | 米村正二 | ながはまのりひこ  | 金敃秀           | 河玄鳥            |
| 20       | 祈りの海           | 米村正二 | 篠原俊哉          | 髙島孝広         | 奥野浩行          |
| 21       | 里美の世界         | 米村正二 | 松本佳久          | 篠幸裕           | 加納みずほ        |
| 22       | 南の島の千寿       | 米村正二 | 篠原俊哉          | 篠幸裕           | 松下清志          |
| 23       | マラソン・マン     | 米村正二 | 鈴木吉男 篠原俊哉 | 中島豊秋         | 加納みずほ        |
| 24       | 夏の終わりに       | 米村正二 | 上野史博          | 篠幸裕           | 江森真理子        |
| OVA      |                    |          |                   |                  |                   |
| EXTRA.01 | おいしい生活       | 福嶋幸典 | 成田歳法          | 鈴木幸雄         | 田中薫            |
| EXTRA.02 | ロング・グッドバイ | 福嶋幸典 | 大原実            | 金敃秀           | 河玄鳥            |
| EXTRA.03 | 父島の一番暑い日   | 福嶋幸典 | 髙島孝広          | 髙島孝広         | 佐野隆敏          |

## 放送局
| 放送地域   | 放送局             | 放送期間                       | 放送日時                 |
| ---------- | ------------------ | ------------------------------ | ------------------------ |
| 関東広域圏 | テレビ朝日         | 2005年10月4日 - 2006年3月28日  | 火曜 26時40分 - 27時10分 |
| 中京広域圏 | メ〜テレ           | 2005年10月11日 - 2006年4月4日  | 火曜 26時51分 - 27時21分 |
| 近畿広域圏 | 朝日放送           | 2005年10月12日 - 2006年4月5日  | 水曜 26時58分 - 27時28分 |
| 北海道     | 北海道テレビ       | 2005年10月12日 - 2006年4月5日  | 水曜 26時15分 - 26時45分 |
| 福岡県     | 九州朝日放送       | 2005年10月17日 - 2006年4月10日 | 月曜 26時25分 - 26時55分 |
| 長崎県     | 長崎文化放送       | 2005年10月19日 - 2006年4月12日 | 水曜 26時45分 - 27時15分 |
| 日本全域   | キッズステーション | 2005年11月10日 - 2006年4月20日 | 木曜 24時30分 - 25時00分 |
| 青森県     | 青森朝日放送       | 2006年4月5日 - 9月13日         | 水曜 16時30分 - 17時00分 |

- 前作「ガンパレード・マーチ 〜新たなる行軍歌〜」は舞台となった熊本の地元局・熊本放送でも放送され、また今作の舞台である青森（白の章）の地元局・青森朝日放送では放送されたが、広島（緑の章）の地元局・広島ホームテレビでは放送されていない。しかしキッズステーションを通じて視聴する事は出来た（なお青の章の舞台である小笠原諸島は東京都なのでテレビ朝日が視聴可能）。
- テレビ朝日（関東地方）での第6話は2005年11月9日の早朝4時25分から放送された。

## OVA
PS2ゲーム同梱DVDに収録されたアニメ。限定版&通常版のどちらにも同梱。アニメ版の外伝エピソードとなっているため、ゲーム版とは設定が違う部分もある。
- エピソード

ガンパレード・オーケストラ 白の章 〜青森ペンギン伝説〜「EXTRA.01 おいしい生活」
ガンパレード・オーケストラ 緑の章 〜狼と彼の少年〜「EXTRA.02 ロング・グッドバイ」
ガンパレード・オーケストラ 青の章 〜光の海から手紙を送ります〜「EXTRA.03 父島の一番暑い日」